# 맥아더 (영화)
《맥아더》(MacArthur)는 미국에서 제작된 조세프 서전트 감독의 1977년 드라마 영화이다. 그레고리 펙이 미국 원수 더글라스 맥아더의 주연으로 출연하였고 프랭크 맥카시 등이 제작에 참여하였다.

## 출연
- 그레고리 펙
- 이반 보너
- 워드 코스텔로
- 니콜라스 코스터
- 마지 더세이
- 에드 플랜더스